# عبد السلام ابن سودة
عبد السلام بن عبد القادر بن محمد بن عبد القادر بن الطالب بن محمد ابن سودة العالم المؤرخ المقيد المقتني الباحث.
له عناية كبرى بتاريخ رجال المغرب و وفياتهم و أخبار المغاربة و أحوالهم و مؤلفاتهم، كثير التقييد و التأليف مع تواضع و أخلاق حسنة.

## مسيرته
ولد بمدينة فاس عام 1901، تولى تربيته جده من قبل الأم العابد بن الشيخ أحمد ابن سودة، و الفضل راجع إليه في تربيته، لأنه -رحمه الله- كان له ولد واحد وتوفى ولم يبق له سوى بنت هي والدته - عبد السلام ابن سودة-
أخذه من أحضان أمه بعد الفطام و جعله عوضا عن ولده المتوفى ...
سافر مع جده إلى مدينة الجديدة لما ولي القضاء بها عام خمسة و عشرين و ثلاتمائة و ألف ....
و لما آخر جده عن القضاء آخر عام تلاثين و ثلاتمائة و ألف و رجع إلى فاس أدخله الكتاب، و لما أنس منه طلب العلم أمره بالدخول إلى القرويين في أوائل عام سبعة و ثلاثين و ثلاثمائة و ألف فأخذ العلم عن بعض الأشياخ الذين مر بذكرهم في مؤلفاته 
و في عام أحد و أربعين و ثلاثمائة و ألف عين مدرسا بمدرسة اللمطين بفاس ...
لما عجز جده العابد عن الخطابة بضريح المولى إدريس بن إدريس ناب عنه مدة سنتين، وفي أوائل تسعة و خمسين و ثلاثمائة و ألف نفذ إلى الخطابة به إلى أواخر عام تسعة و ستين و ثلاثمائة و ألف .
و بعد ذلك اشتغل بخزانة القرويين .

## من مؤلفاته
له مؤلفات كثيرة من بينها :
- دليل مؤرخ المغرب الأقصى .
- زبدة الأثر مما مضى من الخبر في القرن الثالث و الرابع عشر .
- إزالة الالتباس عن عائلات سكان مدينة فاس .
- معجم تآليف رجال المغرب الأقصى .
- سل النصال للنضال بالأشياخ و أهل الكمال .